# ヒムヤー系
ヒムヤー系（ヒムヤーけい、Himyar line）は、馬（主にサラブレッドとクォーターホース）の父系（父方の系図）の一つ。

## 概要
1875年生まれのサラブレッド、ヒムヤー（Himyar）を祖とする父系である。サラブレッドとしてはアメリカにおいて20世紀初頭ごろに隆盛し、かつてはコリンやエクイポイズなどに代表される名馬を輩出して一時期は大きく繁栄した。その後衰退の時期を迎えるもののブロードブラッシュやホーリーブルといった馬が登場してその都度勢力を回復し、2018年現在でもアメリカでマイナーではあるものの一定の勢力を保っている。またクォーターホースとしては主流の一角を占めている。
北米における種付け数は、ラフンタンブル系（プローディット系）とアックアック系（ドミノ系）の合計で、2013年391頭、2014年345頭、2015年350頭、2016年399頭、2017年257頭となっている。

### 流れ
勢力は大きく分けてヒムヤー直仔の2頭、ドミノとプローディットのサイアーラインに分けられる。
ドミノの父系は、ドミノ自身がわずか2世代の産駒を残しただけで早逝したが、産駒のコマンドが種牡馬として成功し、細分化してドミノ系とも呼ばれる。さらにドミノの孫にあたり成功を収めた種牡馬ピーターパン以下の系統はピーターパン系と呼ばれ一時期は大いに繁栄したが、現在ではサラブレッドにおいてはほぼ絶滅している。
一方、同じくドミノの孫にあたるコリンは種牡馬としては成功しなかったものの、コリンから7代を経たアックアックとその直仔であるブロードブラッシュが種牡馬として成功、ヒムヤー系およびドミノ系の血を広めた。またアックアックは、母の父としても成功を収めており、母系に入っても大きな影響を残している。しかしブロードブラッシュの代表産駒のBCクラシック優勝馬コンサーンは種牡馬として完全に失敗に終わり、この系統全てを合わせても種付け数が100に満たないほどに衰退している。現在のこの系統の主流はピムリコスペシャルハンデ勝ちのインクルードとその仔らであるが、そのインクルードも2017年度は種付け数36頭、すでに20歳を超える高齢であることから今後の見通しは暗い。

プローディットの父系はドミノ系のように流行したことがなく長い間細々と父系を繋いできたが、プローディットから数えて6代後のラフンタンブルがアメリカ殿堂馬ドクターフェイガーを初めとして活躍馬を輩出した。ドクターフェイガーも1971年にリーディングサイアーになったがドクターフェイガーが早世したことで再び衰退した。しかしラフンタンブルの孫でドクターフェイガーの妹タウィーの息子のグレイトアバヴがアメリカ殿堂馬ホーリーブルを送り出した。そのホーリーブルも種牡馬として成功をおさめ、更にその息子でBCジュヴェナイルに勝ったマッチョウノがBCクラシック優勝馬ムーチョマッチョマンを出した。しかしこちらの系統もアメリカではムーチョマッチョマンのライン以外はほぼ途絶えており、そのムーチョマッチョマンも産駒デビューを前に種付け数が大幅に減少。産駒からペガサスWCに勝ったムーチョグストを出したものの、先行きが良いと言える状況ではない。日本ではマッチョウノの仔ダノンレジェンドが毎年100頭を超える牝馬を集めており、産駒が2020年からデビュー予定。
- ヒムヤー系
  - ドミノ系
    - コマンド系
      - ピーターパン系

  - プローディット系

## サイアーライン
- Darley Arabian 1700
  - Bartlet's Childers 1716
    - Squirt 1732
      - Marske 1750
        - Eclipse 1764　　　←---エクリプス系へ戻る
          - Potoooooooo 1773
            - Waxy 1790
              - Whalebone 1807
                - Camel 1822
                  - Touchston 1831　　　←---タッチストン系へ
                    - Orlando 1841
                      - Eclipse II 1855
                        - Alarm 1869
                          - Himyar 1875　　　---↓ヒムヤー系
                            - Domino 1891　　　---↓ドミノ系
                              - Disguise 1897    　
                              - Commando 1898　　　---↓コマンド系
                                - Peter Pan I 1904　　　---→ピーターパン系へ
                                - Superman 1904
                                - Celt 1905
                                - Colin 1905
                                  - Gentle Shepherd 1911
                                  - On Watch 1917
                                    - Sortie 1925
                                    - Brazado 1936
                                      - Curandero 1946

                                  - Neddie 1926
                                    - Good Goods 1931
                                      - Alsab 1939
                                        - Armageddon 1949
                                          - Battle Joined 1959
                                            - Ack Ack 1966
                                              - Youth 1973
                                                - Teenoso 1980
                                                  - Carton 1989

                                              - *パンザー Panzer 1976
                                              - Joanie's Chief 1977
                                              - Broad Brush 1983 → ブロードアピール 1994、Farda Amiga 1999
                                                - Schossberg 1990
                                                - Concern 1991
                                                  - Filmore 1998

                                                - Dubai Dust 1994
                                                  - Caos 2006
                                                  - Fera Do Nenem 2007

                                                - *ノボトゥルー 1996
                                                - Include 1997 → Panty Raid 2004
                                                  - Prom Shoes 2004
                                                  - Redeemed 2008
                                                  - Atolondrado Inc 2011
                                                  - Vagabundo Inc 2012

                                                - Mongoose 1998

                                  - Nymph King 1926

                                - Peter Quince 1905
                                - Ultimus 1906
                                  - Luke McLuke 1911
                                    - Pagan Pan 1918

                                  - High Cloud 1916
                                    - Hollyrood 1933

                                  - High Time 1916
                                    - Lee O.Cotner 1922
                                      - Don Leon 1928
                                        - General Don 1943

                                    - Mirafel 1924
                                      - Little Beans 1938    　
                                        - Fritz Maisel 1945

                                    - High Strung 1926
                                    - Zacaweista 1926
                                    - Time Signal 1934
                                      - Lucky Eleven 1948
                                        - Red Jones 1951
                                          - Red Donit 1960
                                            - Skipper Ripper 1966
                                              - Picaskipper 1971

                                  - Last Reveille 1920
                                  - Scotch Broom 1920
                                  - Infinite 1921
                                  - Stimulus 1922
                                    - Stimjul 1937
                                    - Snow Boots 1942

                                  - Supremus 1922
                                    - Supremo 1942    　

                            - Plaudit 1895　　　---↓プローディット系
                              - King James 1905
                                - Spur 1913
                                  - Sting 1921
                                    - Questionnaire 1927
                                      - Hush 1939
                                        - Salmagundi 1945

                                      - Requested 1939
                                        - My Request 1945

                                      - Free for All 1942
                                        - Rough'n Tumble 1948
                                          - Conestoga 1957
                                            - Conesaba 1971

                                          - Ocala Breeze 1959
                                          - Flag Raiser 1962
                                          - Gunflint 1963
                                          - Dr.Fager 1964
                                            - Nostrum 1971
                                            - Amerrico 1972
                                              - Amerrico's Bullet 1986

                                            - Hunka Papa 1972
                                              - Vain Papa 1978
                                                - Priority Vain 1995

                                            - Yu Wipi 1972
                                            - Dearest Doctor 1977
                                            - Dr.Blum 1977
                                              - The Mad Doctor 1984
                                                - Optic Odyssey 1997

                                          - Minnesota Mac 1964
                                            - Great Above 1972
                                              - Holy Bull 1991
                                                - Turnofthecentury 1997
                                                - Macho Uno 1998
                                                  - Macho Again 2005
                                                  - Wicked Style 2005
                                                    - Wicked Intent 2012

                                                  - Mucho Macho Man 2008 →Mucho Unusual 2016
                                                  - Macho Macho 2009
                                                  - Macho Rocket 2009
                                                  - ダノンレジェンド 2010
                                                  - Knack 2011
                                                  - El Macho Suave 2014

                                                - Emeritus 2000
                                                  - Fontanella 2011

                                                - Woke Up Dreamin 2000
                                                - King Bull 2001
                                                  - K B's Krome 2016

                                                - Giacomo 2002
                                                  - Jake Mo 2009

                                                - Flashy Bull 2003
                                                - Hull 2006

                                            - Mac Diarmida 1975

                                        - *テツノチカラ 1950

※→印は牝馬、セン馬の代表産駒の一部を示す。 